# Ultrasaurus
Ultrasaurus eller Ultrasauros (ultraödla) är ett släkte dinosaurier med en komplicerad historia. Det tillhör ordningen sauropoder.
Lämningar av Ultrasaurus hittades i Colorado, USA 1979 och sades då vara den största dinosaurie man någonsin hittat, avsevärt större än Brachiosaurus som den ansågs vara nära släkt med. Ultrasaurus beräknades ha varit 15–16 meter hög (skulderhöjd 8 meter) med en total längd på över 30 meter, kanske upp till 37 meter. Vikten beräknades till åtminstone 130 ton, kanske ända upp till 180 ton. Den övre gränsen skulle gjort Ultrasaurus till det största djur som vetenskapen känner till, t.om tyngre än blåvalen. En afrikansk elefanthanne väger som jämförelse i genomsnitt knappt 6 ton.
Senare under 80-talet ansåg man att man överdrivit storleken på djuret och att benen kom från en stor Brachiosaurus, Ultrasaurus var därmed inget eget släkte. Beräkningarna av vikten reducerades till 70-80 ton och längden till 25–27 meter. När det gäller bedömningar av storleken på de största dinosaurierna är det en vansklig uppgift då man nästan aldrig hittar kompletta skelett.
Numer anser många forskare att benen härrör från två olika dinosaurier, nämligen Brachiosaurus och Supersaurus. Debatten är emellertid inte avslutad då en del forskare anser att benen som hittades 1979 tillhör en dinosaurie från en tidigare okänd art inom släktet Brachiosaurus.
- Ultrasaurus är även det vetenskapliga namnet på en annan dåligt känd sauropod från Sydkorea som beskrevs vetenskapligt 1983.